# Marignac-en-Diois
Marignac-en-Diois är en kommun i departementet Drôme i regionen Auvergne-Rhône-Alpes i sydöstra Frankrike. Kommunen ligger i kantonen Die som tillhör arrondissementet Die. År 2022 hade Marignac-en-Diois 226 invånare.

## Befolkningsutveckling
Antalet invånare i kommunen Marignac-en-Diois
Referens:INSEE